# Lenticular Reentry Vehicle
Lenticular Reentry Vehicle (LRV), theo câu chuyện trang bìa trên tờ tạp chí Popular Mechanics số tháng 11 năm 2000, là một hệ thống cung cấp đầu đạn hạt nhân thử nghiệm đang được phát triển trong thời kỳ Chiến tranh Lạnh bởi nhà thầu quốc phòng North American Aviation, dưới sự quản lý của Căn cứ Không quân Wright-Patterson ở Dayton, Ohio.
Dự án được xếp loại mật vào năm 1962 và bị xóa bỏ để phát hành công khai vào ngày 28 tháng 12 năm 1999. Báo cáo kỹ thuật được giải mật của nó đã được R. J. Oberto, Trưởng Chi nhánh Los Angeles của hãng North American Aviation biên soạn.  Báo cáo của ông mô tả LRV là một hệ thống vũ khí tấn công. Popular Mechanics thu được thông tin về LRV từ yêu cầu Đạo luật Tự do Thông tin sau khi các tài liệu mô tả dự án được giải mật vào năm 1999.
Nghiên cứu liên quan bắt đầu vào cuối những năm 1950. Chi nhánh Convair/Pomona của hãng General Dynamics đã khởi xướng một dự án mang tên Pye Wacket.  Mục đích của nó là xác định tính khả thi của việc phát triển hệ thống phòng thủ tên lửa dựa trên đĩa bay (phương tiện dạng thấu kính). Mặc dù Pye Wacket bị chấm dứt vào năm 1961, nghiên cứu đã chỉ ra rằng những phương tiện có dạng thấu kính sở hữu các đặc điểm tái nhập âm thanh. Sau đó, nghiên cứu tiến hành phát triển các phương tiện tái nhập dạng thấu kính có người lái trong những năm 1960 và 1970.
Theo báo cáo của Oberto, LRV là một nửa chiếc đĩa bay 40 feet với cạnh sau phẳng.  Các tài liệu nghiên cứu thiết kế chỉ ra rằng nó có thể hỗ trợ một nhóm bốn người cho các nhiệm vụ quỹ đạo trong sáu tuần. Lực đẩy là từ một động cơ tên lửa (hóa học hoặc hạt nhân) và tàu cũng sẽ chứa một lò phản ứng hạt nhân trên tàu dùng để phát điện.
Sự tồn tại của chương trình LRV có thể góp phần tin tưởng vào lý thuyết đĩa bay quân sự của vật thể bay không xác định. Tuy nhiên, các đặc điểm bay của LRV, như được mô tả trong các tài liệu này, rất giống với khoang kín vũ trụ quỹ đạo tiêu chuẩn của thời đại những năm 1960 hơn là các đặc điểm chuyển động nhanh và thay đổi vận tốc đột ngột của nhiều UFO được báo cáo.
Kể từ khi xuất bản bài báo này trên tờ Popular Mechanics, vẫn chưa có xác nhận chính thức nào về việc Lenticular Reentry Vehicle có bao giờ bay hay không.
Phân tích động lực học về cấu hình tên lửa dạng thấu kính được thực hiện bởi Chi nhánh Pomona của hãng General Dynamics dựa theo hợp đồng của Bộ Tư lệnh Tên lửa Lục quân Mỹ vào năm 1963.